# Burned Ground Strategy
Burned Ground Strategy – piąty album studyjny polskiej grupy muzycznej Esqarial. Wydawnictwo ukazało się 1 września 2008 roku nakładem wytwórni muzycznej Propaganda Promotions. Materiał został zarejestrowany w składzie Marek Pająk (gitara, śpiew), Bartek Nowak (gitara, wokal), Ludosław Przybylski (gitara basowa) oraz Michał "Bandaż" Bednarz (perkusja). Sesja nagraniowa odbyła się w olsztyńskim Studio X we współpracy z inżynierem dźwięku Szymonem Czechem.

## Lista utworów
Opracowano na podstawie materiału źródłowego.
1. „Alarm!” – 0:41 (utwór instrumentalny)
2. „Mors Tua Vita Mea” – 4:55
3. „Experiment Fear” – 2:32
4. „Devastated Harmony” – 3:57
5. „Children's Crusade” – 3:55
6. „They're Coming...” – 0:52 (utwór instrumentalny)
7. „Burned Ground Strategy” – 5:13
8. „Operation Totentanz” – 4:57
9. „Desert Sands” – 1:46
10. „Question of Honour” – 3:59
11. „Nameless Ones” – 4:59
12. „Rails To Nowhere” – 4:23
13. „The Colour of Your God” – 4:38
14. „Just-Ice” – 2:08
15. „Cyanide Candies” – 5:40